# Teoriile conspirației atentatelor din 11 septembrie 2001

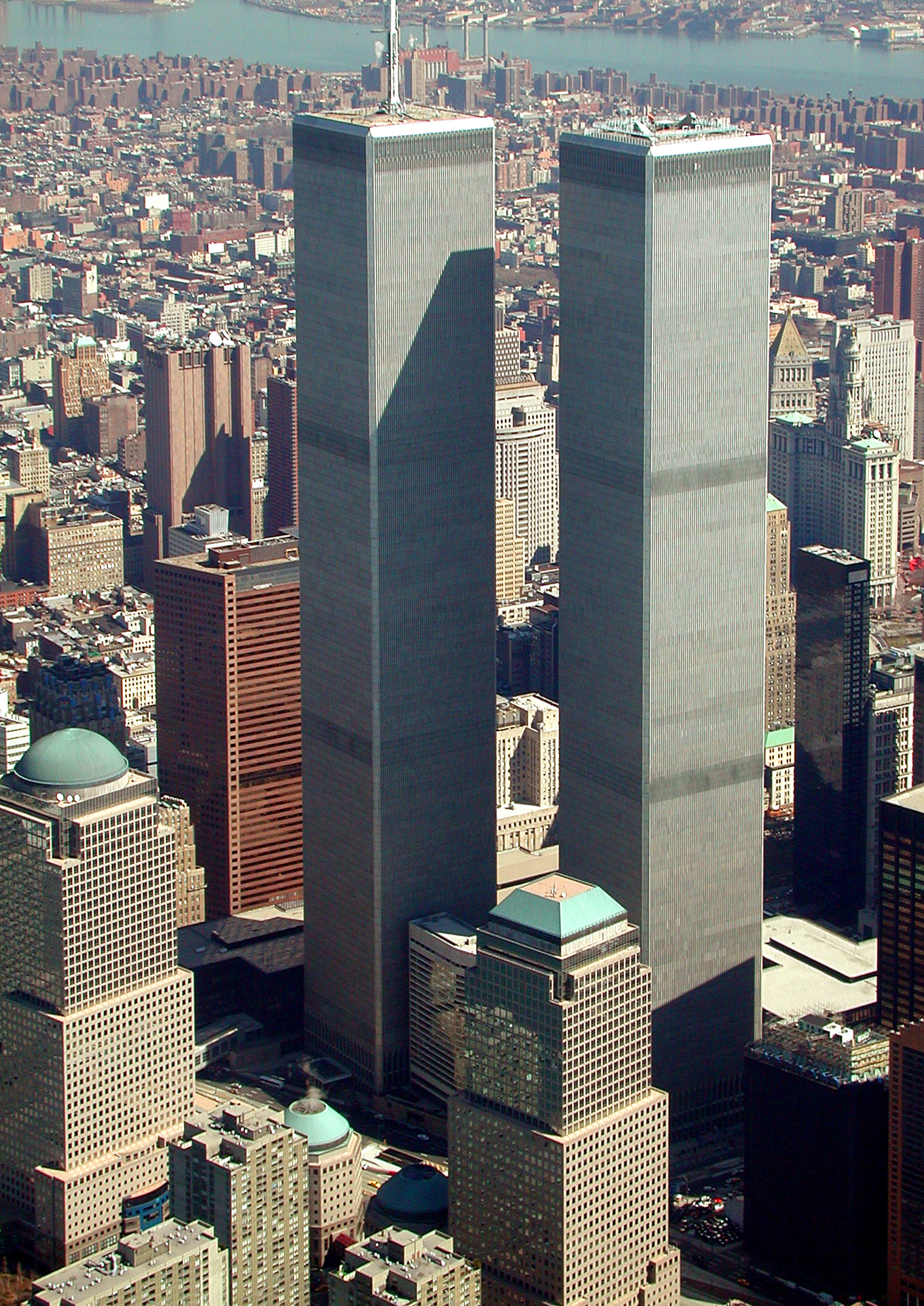
Prăbuşirea celor două turnuri WTC și a clădirii WTC 7 sunt principalele centre de atenție a teoriilor conspirației în atentatele 9/11

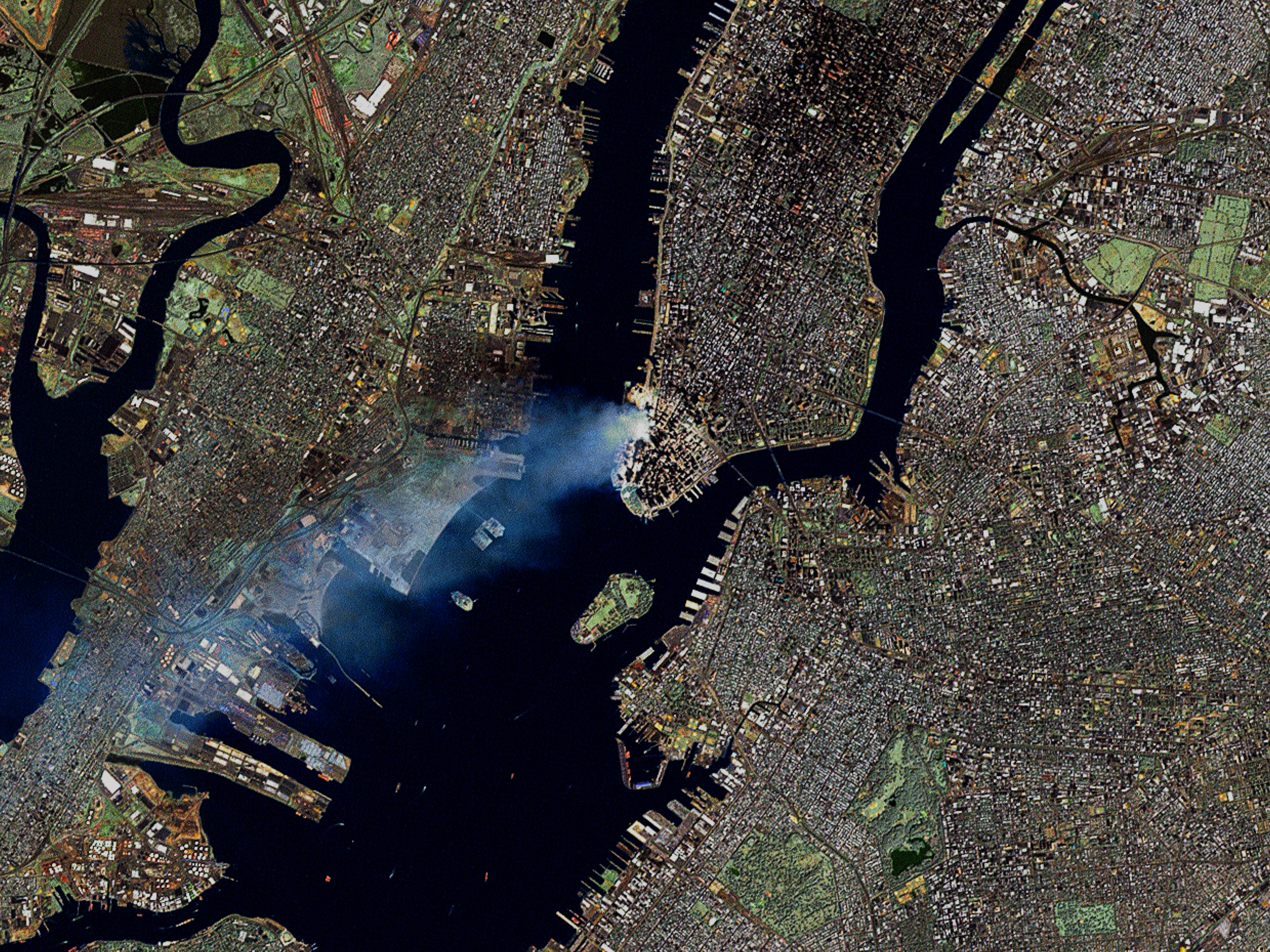
Imagine din satelit cu zona Manhattan imediat după atacuri

Teoriile conspirației atentatelor din 11 septembrie 2001 (engleză „9/11 conspiracy theories”) susțin că atacurile produse în New York și Washington D.C. în Statele Unite ale Americii au fost lăsate să decurgă în mod intenționat sau au fost operațiuni mascate ale guvernului Statelor Unite. Principala afirmație este că prăbușirea turnurilor gemene World Trade Center și a clădirii WTC 7 a rezultat mai degrabă prin demolarea controlată a clădirilor decât prin slăbirea rezistenței structurale cauzate de foc, iar clădirea Pentagonului a fost lovită de un proiectil-rachetă sau avion militar. 
Motivele descrise în mod uzual sunt că atacurile au fost folosite ca justificare pentru invadarea Afghanistanului și a Irakului pentru a mări cheltuielile financiare de ordin militar și pentru a îngrădi libertatea civilă domestică.
Rapoartele și articolele publicate în revista Popular Mechanics de Institutul Național de Standarde și Tehnologie, precum și mass-media au respins teoriile de conspirație ale atacurilor din septembrie. Unii ingineri civili acceptă ideea cum că impactul avioanelor și focurile apărute după aceea sunt cauzele prăbușirii clădirilor, și nu ideea demolărilor controlate.

## Istoria
De la 11 septembrie, 2001 au apărut (pe internet, în cărți sau filme) o varietate de teorii ale conspirației referitoare la aceste atacuri. Mulți indivizi sau grupări ce susțin conspirațiile se indentifică ca o parte a Mișcării Adevărului 9/11 (engleză 9/11 Truth Movement).
 Spre deosebire de teoriile conspirației morții printesei Diana, teoriile cu privire la atacurile 9/11 nu au apărut imediat după eveniment. Primele teorii au fost enunțate ca urmare a micilor anomalii în probele disponibile publicului, ca mai apoi să se enunțe teorii mai elaborate despre un presupus complot.
Primele teorii elaborate au apărut în Europa și includ:  
- blogul publicat de Mathias Bröckers, editorul la aceea vreme a ziarului german Die Tageszeitung;
- cartea „9/11: The Big Lie” (română „9/11 - Marea Minciuna”) a jurnalistului francez Thierry Meyssan;
- cartea „The CIA and September 11” (română „11 septembrie și CIA”) a fostului ministru de stat a Germaniei, domnul Andreas von Bülow;
- cartea „Operation 9/11” (română „Operatiunea 9/11”) scrisă de jurnalistul german Gerhard Wisnewski.[14]

Deși aceste teorii erau populare în Europa, mass-media din Statele Unite ale Americii tratau subiectul cu amuzament sau neîncredere ,iar guvernul american le respingea ca fiind produsul anti-americanismelor. În timpul adresărilor făcute Natiunilor Unite din 10 noiembrie 2001 de către presedintele Statelor Unite, George W. Bush a denunțat apariția „teoriilor conspirative exagerate [...] ce încearcă să trasfere vina de la teroriști, departe de cei vinovati”.
Cu toate acestea, în 2004 aceste teorii au început să fie luate în considerare în Statele Unite ale Americii. O explicație a creșterii reputației teoriilor este faptul că a crescut și critica adusă razboiul din Irak și asupra președintelui George W. Bush (reales în 2004). Pe lângă acestea, teoriile conspirației au fost alimentate și de negăsirea armelor de distrugere in masă în Irak și de zvonuri cum că NORAD a mințit în „Raportul Comisiei 9/11” (engleză 9/11 Commission).
 
Ca reacție la criticile în creștere, guvernul U.S. emite răspunsuri ale teoriilor conspirative sub formă de analiză oficială a Institutului Național de Standarde și Tehnologie asupra prăbușirii clădirilor WTC, precum și sub formă de situri de internet ce dezvăluie teoriile, sau mențiunile la un discurs al președintelui Bush în august 2006.
În august 2007 sondajele de opinie Zogby acreditate de 911Truth.org descoperă că 63,6% din americani cred că cei responsabili sunt fundamentalisii arabi, în timp de 26,4% credeau că anumite părți din guvernul SUA cunoșteau situația înainte de atacuri și nu au acționat din motive militare, politice și economice și 4,8% din cei întrebați credeau că guvernul a participat activ în organizare și în asistența anumitor aspecte a atacurilor. 
În 2008 ziarul Daily Telegraph publică o listă de cele mai mari teorii ale conspiratiei în care teoriile cu privire la 9/11 ocupau primile locuri.. Mass-media prezintă aceste teorii ca un fenomen cultural și este în general criticat.

## Întâmplările în mod oficial
Pe data de 11 septembrie 2001 teroriștii Al-Qaeda au deturnat două avioane comerciale de pasageri și au intrat intenționat în clădirile World Trade Center omorând toți pasagerii precum și cei ce se aflau în clădiri. Ambele turnuri-gemene s-au prăbușit în aproximativ 2 ore, dărâmând și alte două clădiri aflate lângă acestea. 
Tot atunci un al treilea avion era deturnat de teroriști ce a intrat în clădirea Pentagonului, iar un al patrulea într-o zonă lângă Shanksville, Pennsylvania (după o revoltă a pasagerilor).

## Variante de conspirație
Cele mai dese teorii ale conspirației se referă la:
- Lăsat să se întâmple - ce sugerează că anumite persoane din guvern au avut ceva cunoștințe despre atacuri înainte să se întâmple și le-au ingorat sau au asigurat o oarecare asistență;[26][27]
- Făcut să se întâmple -  cum că anumiți oameni cheie din guvern au plănuit atacurile și au colaborat cu al-Qaeida sau au inventat-o.[26][27]

## Principalele teorii

### Cunoștințe despre atacuri înainte să se întâmple

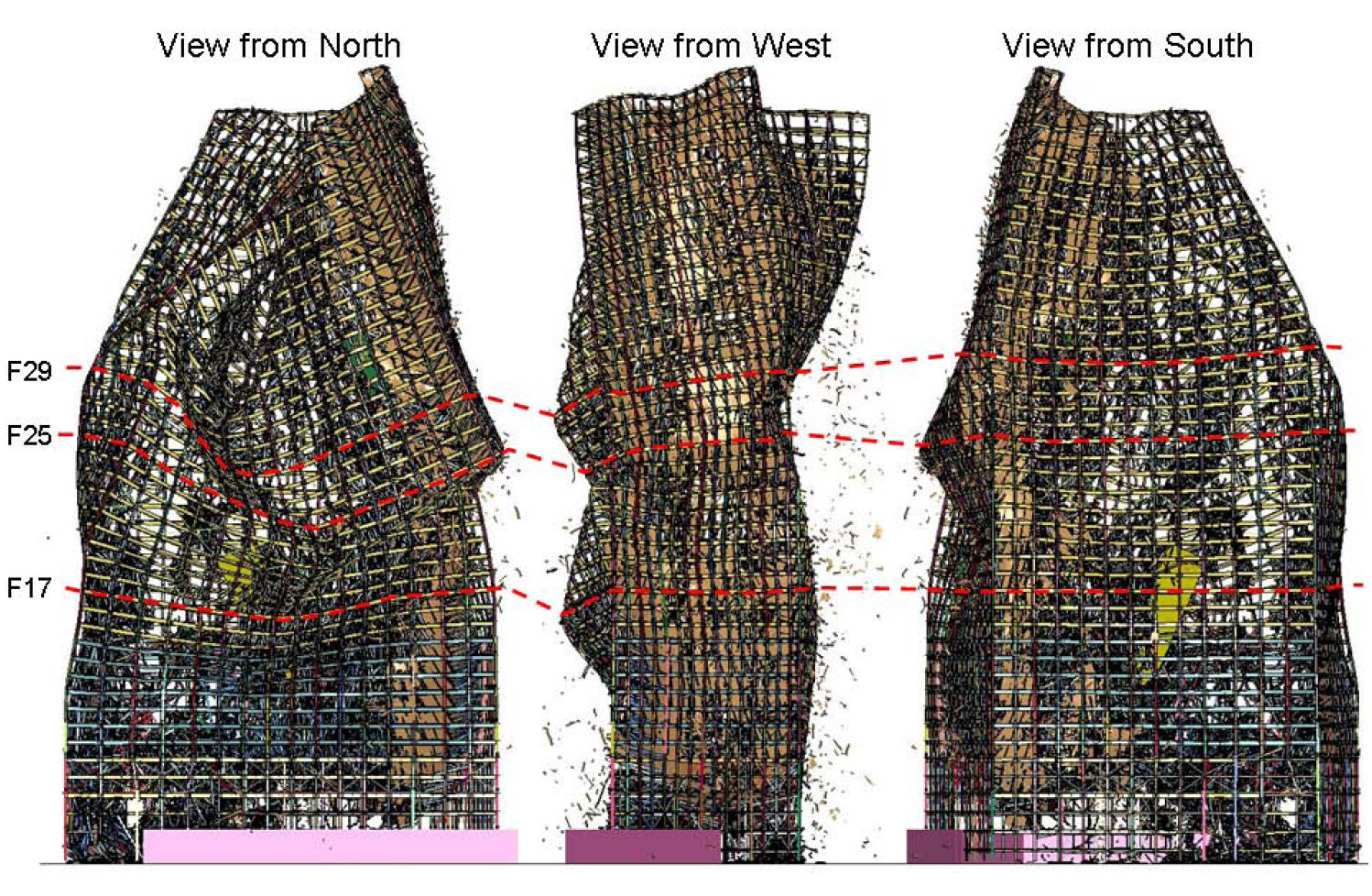
Simulare a contorsionării exteriourului clădirii WTC 7 în cădere.

S-a afirmat că acțiunea sau lipsa acțiunii de către oficialii Statelor Unite ce dețineau informații cu privire la atacuri înainte de a se întâmpla era intenționat pentru a asigura succesul. De exemplu ministrul de mediu din Marea Britanie, domnul Michael Meacher membru al Cabinetului Tony Blair pretinde că Statele Unite a ratat să prevină atacurile.

O conspirație populară pretinde că tranzacțiile cu acțiunile bursiere ale companiilor aeriene United Airlines și American Airlines au crescut în volum cu puțin timp înainte de atacuri.
A altă teorie pretinde că North American Aerospace Defense Command (NORAD) a emis un ordin de oprire sau de amânare a decolării avioanelor de interceptare.

### Prăbușirea clădirilor World Trade Center
Teoriile conspirațiilor despre demolarea controlată pretind că prăbușirea clădirilor gemene și a clădirii WTC 7 a fost cauzată de explozibil
sau incendiatoare și că afirmația cum că prăbușirea a avut loc din cauza focurilor în urma impactelor este falsă.

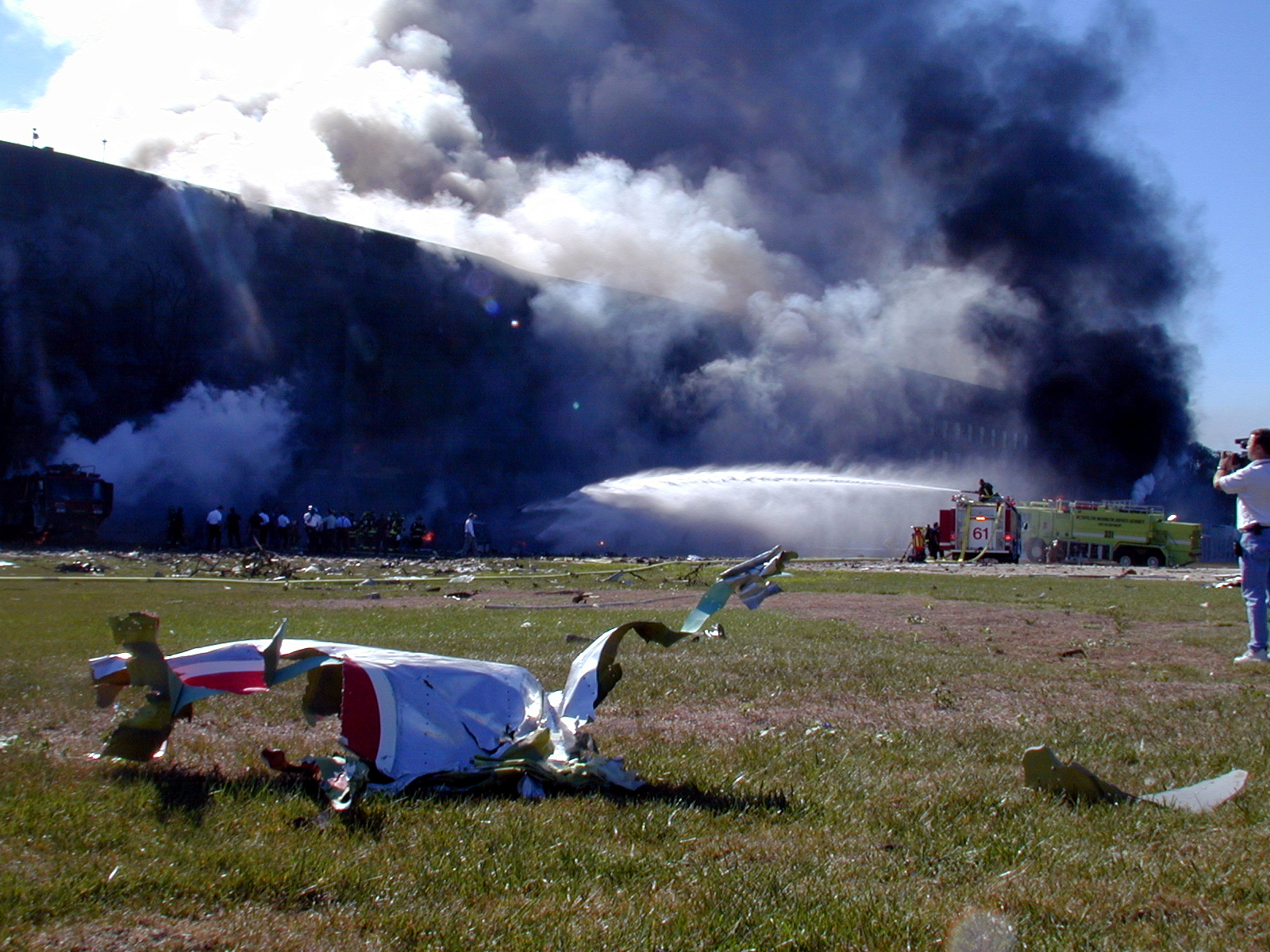
Resturi de fuselaj lângă Pentagon.

### Clădirea Pentagonului
Thierry Meyssan și Reopen911.org au menționat că Zborul 77 American Airlines nu s-a prăbușit în Pentagon, în schimb pretind că a fost lovit de o rachetă. Reopen911.org susține că găurile din zidul clădirii erau mult mai mici decât cele pe care un avion Boeing 757 le-ar putea face. Cartea „L’Effroyable Imposture” (publicată în limba engleză sub denumirea „9/11: The Big Lie”) a lui Meyssan devine un best-seller în Franța și este tradusă în mai mult de 12 limbi. Ziarul francez Libération a numit cartea „Alegații iresponsabile fără o bază”.

### Zborul 93
Al patrulea avion deturnat pe 11 septembrie 2001, zborul 93 al United Airlines s-a prăbușit într-o zonă deschisă lângă Shanksville, Pennsylvania dupa o revoltă a pasagerilor. Din toate cele patru avioane deturnate în acea zi, zborul 93 este singurul care nu si-a atins ținta.
Una din teoriile renumite ce implică acest subiect este acela cum că Zborul 93 a fost atacat și distrus în aer de avioanele de interceptare a Statelor Unite. David Ray Griffin și Alex Jones, doi susținători a teoriilor conspirației, au spus că părți mari din fuzelajul avionului au fost găsite la câteva mile distanță de zona principală de impact, prea departe pentru o coliziune cu solul a avionului.

Unele teorii susțin că avionul a trebuit să fie doborât de către avioanele guvernului deoarece pasagerii au descoperit complotul. Potrivit revistei Skeptic această afirmație are la bază aserțiuni nefondate.
Anumite filme documentare ce au circulat pe internet (ca „Loose Change”) au speculat idea că Zborul 93 a aterizat în Ohio și că un alt avion a fost implicat în accidentul din Pennsylvania.

### Protagoniștii deturnărilor
În timpul confuziei create de atacuri, imediat după incident televiziunea BBC publică numele și identitatea unora din atacatori. Deși explicată după aceea, aceasta întâmplare devine una din teoriile conspirației cum că nu s-ar fi putut afla numele celor implicați în deturnări și publicate așa repede după atentate.

### Telefoanele date de pasageri
Înainte ca avioanele să atingă țintele au avut loc conversații ale pasagerilor prin telefoanele de bord sau cele mobile.
Teoria conspirației dată de A. K. Dewdney susține că telefoanele date de pe telefonul mobil din avioane comerciale este ori imposibilă, ori rar posibilă, deci cele prezentate de anchetatori sunt false.
După 11 septembrie experții în telefonie mobilă au anunțat cu surprindere că este posibilă folosirea telefoanelor mobile în avion, dat fiind faptul și că erau aproape de sol.

## Alte teorii

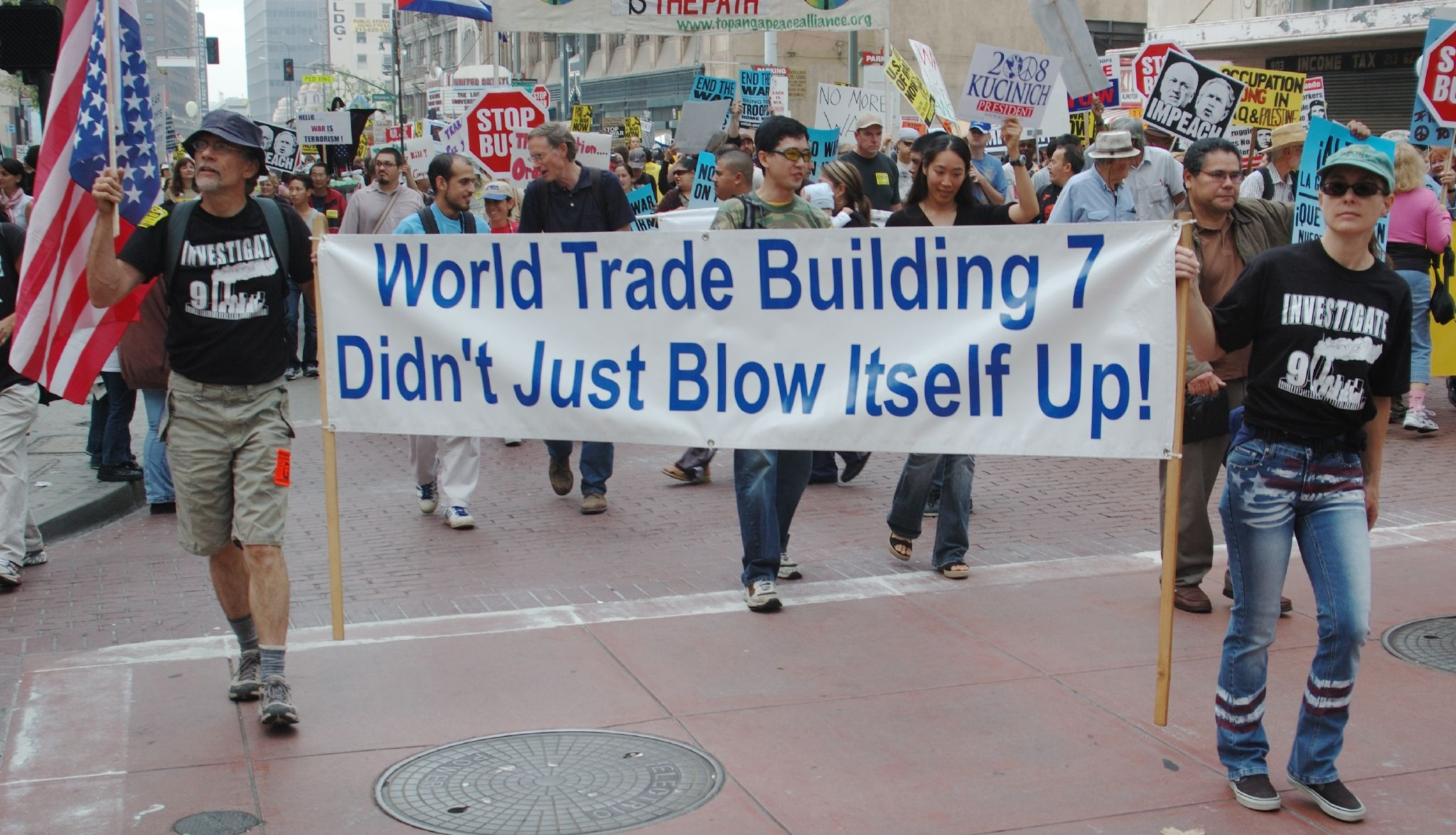
Protestele în stradă a membrilor Mişcării Adevărului 9/11 (engleză 9/11Truth Movement)

În urma atacurilor s-au format mai multe teorii în detaliu, printre care și:
- Alegații de mușamalizare[48][49][50]
- Cum că toate cele patru cutii negre au fost descoperite (oficial au fost găsite două)[51][52]
- Înregistrările false (video sau audio) cu Osama bin Laden[53][54][54]
- Implicarea altor guverne - agenți pakistanezi ce au ajutat financiar atacul[55]
- Implicarea evreilor și israelienilor - cunoașterea planurilor de atac înainte să se întâmple[56][57]
- Teoria conform căreia nu au fost implicate avioane comerciale cu pasageri[33][58][59]
- Extratereștri reptilieni vinovați de atacuri[59][60][61]

## Motive

### Pax Americana
Profesorul David Ray Griffin pretinde că implicarea guvernului în atentate este o măsură luată pentru hegemonia globală a Statelor Unite ale Americii (denumită în engleză „Pax Americana”).

### Invaziile
Unele teorii ale conspirației pretind că războiul din Afganistan a fost plănuit înainte de atentatele de la 11 septembrie 2001, cu toate că motivul principal al începerii războiului era acela că grupările teroriste al-Qaeda erau sprijiniți de talibanii în Afganistan. Alte teorii spun că motivul adevărat a atacurilor asupra Afghanistanului și Irakului a fost asigurarea surselor de petrol din Orientul Mijlociu.

### Precedente în istorie
Revista Time a comparat teoriile conspirației privitoare la 9/11 cu teorii a altor evenimente din trecut cum ar fi asasinarea lui John F. Kennedy sau referiri la incendierea clădirii Reichstag în 1933 de către Germania nazistă." Time a adăugat și că „nu există eveniment într-atât de clar și evident încât un om determinat să nu poată găsi ambiguități despre subiect.

## Reacția mass-media
Deși discuțiile și publicarea acestor teorii este restrânsă în pagini de internet, cărți, filme documentare și conversații, câteva știri din mass-media au acoperit totuși subiectul.
Ediția norvegiană a ziarului Le Monde diplomatique din iulie 2006 a aprins interesul pentru anumite teorii conspirative ce au fost menționate într-un articol de trei pagini despre atentatele de la 11 septembrie 2001. În articol aceste mențiuni nu erau aprobate ci doar precizate.

## Critici
Criticii spun că aceste teorii sunt o formă de manifestare a societății după un eveniment negativ major, des întâlnit de-alungul istoriei (Pearl Harbor, asasinarea președintelui John F. Kennedy sau moartea prințesei Diana) .
Scientific American, Popular Mechanics, și dicționarul The Skeptic au publicat articole ce ripostează asupra teoriilor conspirației atentatelor din 11 septembrie 2001.